# Élution

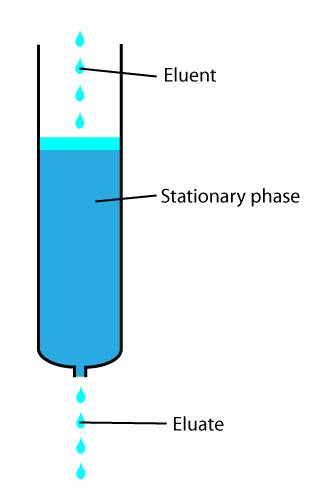
Colonne de chromatographie.

L'élution est un procédé permettant de mettre en solution (dite éluée) un composé adsorbé à l'aide d'un solvant (ou un chélateur) nommé l'éluant.
L'élution est notamment utilisée en chromatographie en phase liquide et en chromatographie sur couche mince (CCM), par exemple pour les analyses de sols. Elle est également utilisée en immuno-hématologie pour récupérer, dans un éluat, un anticorps fixé spécifiquement sur des hématies.

## En chromatographie en phase liquide

### Élution isocratique
Une élution isocratique est une élution au cours de laquelle la composition de la phase mobile n'est pas modifiée au cours du temps.

### Élution par gradient
Une élution par gradient est une élution au cours de laquelle la composition de la phase mobile est modifiée en continu ou par paliers au cours du processus d’élution. Cela permet de séparer les constituants d'un mélange dont les temps de rétention sont très proches. En d'autres termes, cela permet une meilleure résolution des pics.
Il est courant de faire varier :
- la température (gradient de température) ;
- la composition de la phase mobile (par exemple faire varier le pourcentage d'un solvant particulier de la phase mobile) ;
- la pression ;
- etc.

## En immuno-hématologie
Cette technique permet de remettre en solution un ou des anticorps fixés sur des hématies. 
Après élimination par « lavage des hématies » du plasma (élution directe) ou des sérums tests dans lesquels elles se trouvent (fixation-élution), les anticorps éventuellement fixés sur ces hématies sont récupérés dans une solution physiologique. Il s'agit alors de l'éluat. La réaction antigène-anticorps étant réversible, plusieurs procédés permettent de « défixer » les anticorps : technique par la chaleur (56 °C), technique à l'éther... Cette technique, parfois plus sensible que le test direct à l'antiglobuline pour déceler la présence de ce ou de ces anticorps sur les hématies, permet la mise en évidence d'incompatibilité fœto-maternelle (pour l'incompatibilité ABO en particulier), d'incompatibilité transfusionnelle, des anticorps impliqués dans une anémie hémolytique, ou pour caractériser des groupes faibles par la technique de fixation-élution.